# Stitch & Ai
Stitch & Ai (en chino: 安玲与史迪奇; Ān líng yǔ shǐ dí qí; literalmente An Ling y Stitch) es una serie de televisión donghua producida en inglés, y un spin-off de la franquicia de Disney Lilo & Stitch. Es la tercera serie de televisión de la franquicia, después de la serie de animación occidental Lilo & Stitch: la serie y la serie de anime japonesa Stitch!; al igual que esta última, sin considerarse Stitch & Ai canónica respecto a la continuidad principal de las producciones estadounidenses, ambas series transcurriendo en diferentes continuidades después de la película Leroy & Stitch. Ambientada en Huangshan, Anhui, la serie presenta a una niña china llamada Wang Ai Ling, en lugar de Lilo Pelekai de la continuidad occidental original y Yuna Kamihara del anime japonés, como la compañera humana titular del alienígena Stitch.
Fue producida con la ayuda de animadores estadounidenses. Constando de 13 episodios, la serie se emitió por primera vez en China con un doblaje en chino mandarín del 27 de marzo al 6 de abril de 2017. La versión original en inglés se emitió por primera vez del 5 al 27 de febrero de 2018 en el sudeste asiático en Disney Channel de esa región.

## Trama
La serie transcurre después de los acontecimientos de Lilo & Stitch y sus posteriores secuelas fílmicas y televisivas hasta Leroy & Stitch. La serie muestra a Stitch secuestrado por los Jaboodies, una facción de criminales alienígenas que quieren usarlo para ganar una guerra espacial después de piratear una base de datos de la Federación Galáctica. Sin embargo, una facción rival llamada Woolagongs, aborda la nave espacial de los Jaboodies para intentar secuestrar a Stitch, lo cual termina con Stitch fugándose durante la lucha, regresando a la Tierra y terminando en las montañas Huangshan de China.
En Huangshan, Stitch conoce a Wang Ai Ling, una enérgica chica local que pronto sería separada de su hermana mayor Jiejie por su tía Daiyu después de que las hermanas perdieron a sus padres el año pasado. Daiyu, que odia las montañas y vive en una ciudad, desea trasladar a Ai con ella, creyendo que Ai se convertiría en una "dama adecuada" en la ciudad, pero Ai ama su hogar y se resiste a la idea. Stitch rápidamente se hace amigo de Ai y se convierte en su nuevo "perro", y los dos se ayudan mutuamente a lidiar con los problemas del otro; Ai ayuda a Stitch a luchar contra los Jaboodies y Woolagongs para que ninguno de los dos se lo lleve o lo use, además de ayudar a encontrar un santuario que ha estado viendo en visiones inusuales que ha estado teniendo, mientras él la ayuda a permanecer en las montañas con Jiejie y protegerse de los intentos de Daiyu de llevársela. Más tarde, los amigos de Stitch, Jumba y Pleakley, aparecen inicialmente tratando de rescatar a Stitch y traerlo de regreso a la Federación Galáctica, pero Ai y Jiejie convencen a los dos extraterrestres para que dejen que Stitch se quede con ellos, permitiéndoles quedarse para vigilar a Stitch y ayudarlo como su nueva familia.

## Producción
Stitch & Ai es una producción de Anhui Xinhua Media y Panimation Hwakai Media en asociación con Disney con trabajo adicional de Showfun Animation, Shanghai Fire & Ice Media y Shanghai Aoju Media. La serie comenzó a transmitirse por CCTV-14 el 27 de marzo de 2017. A diferencia del anime Stitch!, esta serie fue producida en cooperación con animadores estadounidenses de Disney, incluidos aquellos que trabajaron en Lilo & Stitch: La Serie, para mantener una sensación de continuidad visual con las películas y series de televisión originales producidas en Estados Unidos. Entre estos artistas se encontraba Greg Guler, el diseñador de personajes de Gargoyles. La serie fue producida como parte de un esfuerzo de Disney por ingresar al mercado de animación chino.